# Milá
Milá är en kulle i Tjeckien. Den ligger i den nordvästra delen av landet, 60 km nordväst om huvudstaden Prag. Toppen på Milá är 510 meter över havet, eller 204 meter över den omgivande terrängen. Bredden vid basen är 3,7 km.
Terrängen runt Milá är platt åt sydväst, men åt nordost är den kuperad.Runt Milá är det ganska tätbefolkat, med 134 invånare per kvadratkilometer. Närmaste större samhälle är Most, 11,5 km nordväst om Milá. Trakten runt Milá består till största delen av jordbruksmark.